# Chapada dos Guimarães
Chapada dos Guimarães este un oraș în Mato Grosso (MT), Brazilia.